# Adam Ashley-Cooper
Adam Ashley-Cooper (Sídney, 27 de marzo de 1984) es un exjugador australiano de rugby que se desempeñaba en las posiciones de centro, Wing o Fullback

## Carrera
Debutó en primera en 2004 con Northern Suburbs RC, solo jugó esa temporada y fue contratado por Brumbies con los que jugó hasta 2011. Luego de tres años en los Waratahs. En 2015 fichó por Union Bordeaux Bègles del Top 14.
En 2015 Ashley-Cooper y los wallabies se proclaman campeones de Rugby Championship 2015 al derrotar a los All Blacks por 27-19 en el Estadio ANZ de Sídney
Seleccionado para formar parte de la selección australiana que participa en la Copa Mundial de Rugby de 2015, en el partido de cuartos de final, en el que Australia derrotó a Escocia 35-34 en el estadio de Twickenham, Adam Ashley-Cooper anotó un ensayo. En las semifinales ante  Argentina hizo un triplete para los  Wallabies siendo una pieza fundamental para que Australia ganase el partido por 15-29 llegase a la final, ante los All Blacks. Fue por ello elegido como "jugador del partido" (Man of the Match).

## Palmarés
- Campeón del Rugby Championship 2011 y 2015
- Campeón del Super Rugby 2014.